# سلنا استیل
سلنا استیل (انگلیسی: Selena Steele؛ زاده ۱۷ ژانویهٔ ۱۹۶۱) یک بازیگر پورنوگرافی اهل ایالات متحده آمریکا است.